# Правий Гудирвож
Правий Гудирво́ж (рос. Правый Гудырвож) — річка в Республіці Комі, Росія, права притока річки Гудирвож, правої притоки річки Соч, лівої притоки річки Когель, правої притоки річки Ілич, правої притоки річки Печора. Протікає територією Троїцько-Печорського району.
Річка протікає на захід, південний захід, південь, південний схід та південь.